# MASTER彗星 (C/2020 F5)
MASTER彗星 (C/2020 F5)とは、アルゼンチンのサンフアン近郊にあるMASTERの自動検出システムによって2020年3月28日に発見された非周期彗星である。発見されたときの等級は15.8等であった。最初に発見されたとき、恒星間天体ではないかという疑わしい主張があったが 、現在では軌道離心率が1.0026の一般的な双曲線軌道をもつ彗星とされている。惑星との摂動の前は、彗星の公転周期は約36000年であった。

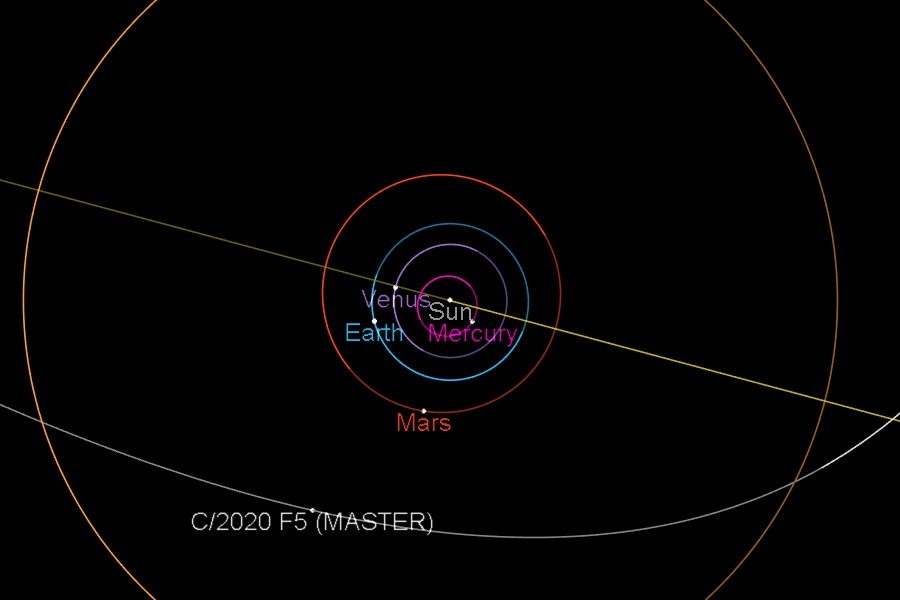
2020年4月20日のMASTER彗星 (C/2020 F5)の軌道